# Tilmann
Tilmann ist ein männlicher Vorname und Familienname.

## Herkunft und Bedeutung
Der Name ist eine Form von Tilman und stammt aus dem Norddeutschen; siehe dort zur Etymologie.

## Bekannte Namensträger

### Vorname
- Tilmann Bechert (* 1939), deutscher Provinzialrömischer Archäologe und Historiker
- Tilmann Beckers (1887–1957), deutscher Politiker (CDU)
- Tilmann Beller (1938–2012), deutscher Theologe und Schönstattpater
- Tilmann Betsch (* 1963), Sozialpsychologe und Hochschullehrer
- Tilmann Bredenbach (1526–1587), deutscher römisch-katholischer Geistlicher und Theologe
- Tilmann Breuer (1931–2022), deutscher Kunsthistoriker und Denkmalpfleger
- Tilmann Buddensieg (1928–2013), deutscher Kunsthistoriker
- Tilmann Bünz (* 1957), deutscher Journalist, Dokumentarfilmer und Buchautor
- Tilmann Dehnhard (* 1968), deutscher Jazzsaxophonist und -flötist
- Tilmann P. Gangloff (* 1959), deutscher Journalist und Autor
- Tilmann Joseph Godesberg (1690–1754), Priester und Offizial im Erzbistum Köln
- Tilmann Habermas (* 1956), deutscher Psychoanalytiker
- Tilmann Höhn (* 1964), deutscher Gitarrist und Komponist
- Tilmann Köhler (* 1979), deutscher Theaterregisseur
- Tilmann Krieg (* 1954), deutscher Künstler, Fotograf und Designer
- Tilmann Lahme (* 1974), deutscher Autor und Literaturhistoriker
- Tilmann von Lyn (um 1480/85 – nach 1522), Karmelit und früher Anhänger der Reformation in Straßburg
- Tilmann Märk (* 1944), österreichischer Physiker
- Tilmann Meyer zu Erpen (* 1959), deutscher Dressurreiter und Europameisterschaftsteilnehmer
- Tilmann Moser (1938–2024), deutscher Psychoanalytiker, Körperpsychotherapeut und Autor
- Tilmann Otto (* 1975), deutscher Reggae-Musiker, siehe Gentleman
- Tilmann Schaible (* 1961), deutscher Diplom-Pädagoge
- Tilmann Schillinger (* 1966), deutscher Schauspieler und Regisseur
- Tilmann Schöberl (* 1964), deutscher Hörfunk- und Fernsehmoderator
- Tilmann von Stockhausen (* 1965), deutscher Kunsthistoriker
- Tilmann Sutter (* 1957), deutscher Soziologe
- Tilmann Waldraff (* 1937), deutscher Kulturmanager und Anglist
- Tilmann Waldthaler (* 1942), italienisch-australischer Weltenbummler, Autor und Amateurfotograf

### Weiterer Vorname
- Gotthard-Tilmann Mette (* 1956), deutscher Cartoonist und Maler, siehe Til Mette
- Jörg-Tilmann Hinz (* 1947), deutscher Metallbildhauer

### Familienname
- August Tilmann (1867–1923), Verwaltungsjurist und Regierungspräsident
- Brigitte Tilmann (1941–2023), deutsche Juristin
- Klemens Tilmann (1904–1984), deutscher römisch-katholischer Theologe
- Otto Tilmann (1862–1934), deutscher Chirurg und Hochschullehrer
- Raban Tilmann CO (1940–2017), deutscher katholischer Priester und Dekan

## Varianten
| Tilman | Tillman | Tillmann | Tillmans | Tillmanns | Thylmann |